# Compendium of Chemical Terminology
Compendium of Chemical Terminology (potocznie: Gold Book – złota księga) – publikacja Międzynarodowej Unii Chemii Czystej i Stosowanej (IUPAC) zawierająca definicje najważniejszych pojęć stosowanych w chemii i naukach pokrewnych. Potoczna nazwa pochodzi od nazwiska brytyjskiego chemika, Victora Golda, który zainicjował prace nad napisaniem pierwszego wydania.
W publikacji znajduje się terminologia chemiczna zebrana z innych opracowań nomenklaturowych IUPAC (tzw. „kolorowych ksiąg”) i z zaleceń publikowanych w czasopiśmie Pure and Applied Chemistry, uzupełniona definicjami Międzynarodowej Organizacji Normalizacyjnej (ISO) i Międzynarodowego Biura Miar i Wag (BIPM). Pierwsze wydanie Gold Book ukazało się w 1987 roku, a kolejne – w 1997 roku. Od 2006 roku opracowanie jest dostępne i aktualizowane w postaci witryny internetowej. W 2005 roku ukazało się polskie tłumaczenie drugiego wydania opracowane przez Polskie Towarzystwo Chemiczne.